# Корнеліус Фадж
Корнеліус Освальд Фадж (англ. Cornelius Oswald Fudge) — персонаж серії книг Джоан Роулінг про Гаррі Поттера. Міністр магії (1990 —1996). Кавалер Ордену Мерліна Першого ступеня.

## Зовнішній вигляд
Фадж — невисокий, має сиве волосся. Одяг: костюм в тонку смужку, малинова краватка, чорна мантія і гостроносі черевики, носить зелений капелюх-котелок.

### Повернення Волдеморта
Після повернення Лорда Волдеморта зовнішність Фаджа набула нових рис. Коли він, вже на посаді радника, у шостій книзі прибув до прем'єр-міністра маґлів «вигляд у Фаджа був помітно виснажений. Він схуд, полисів, посивів, а його обличчя було якесь зіжмакане.»

## В екранізаціях
У всіх фільмах роль міністра магії виконує британський актор Роберт Гарді.